# Neuer Jüdischer Friedhof (Münden)

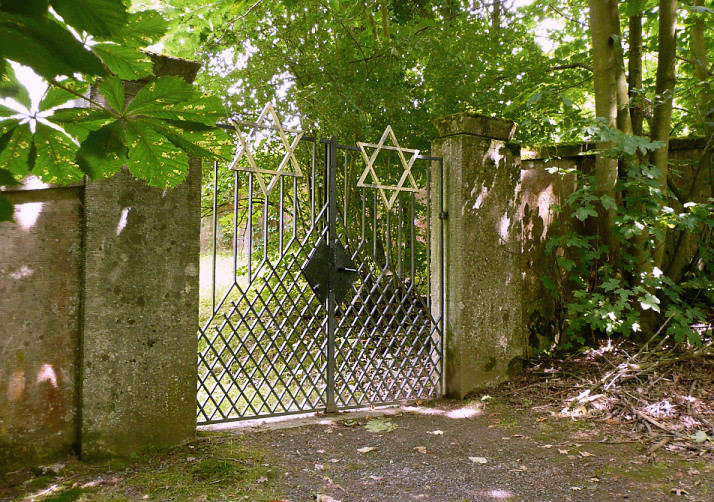
Friedhofstor

Der Neue jüdische Friedhof Münden ist ein jüdischer Friedhof in Hann. Münden in Südniedersachsen. Der Friedhof mit einer Fläche von 991 m² befindet sich oberhalb der Bundesstraße 3 nach Göttingen („Am Saulager“) am Hang des Questenberges.

## Geschichte

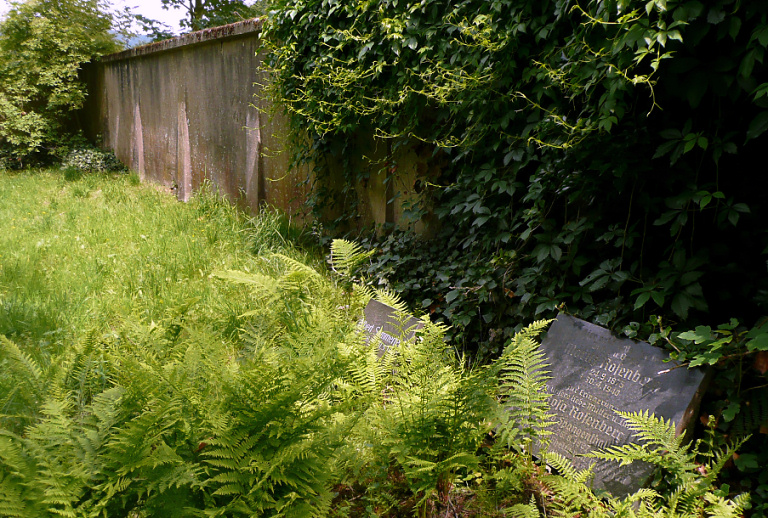
Gräber des Friedhofs

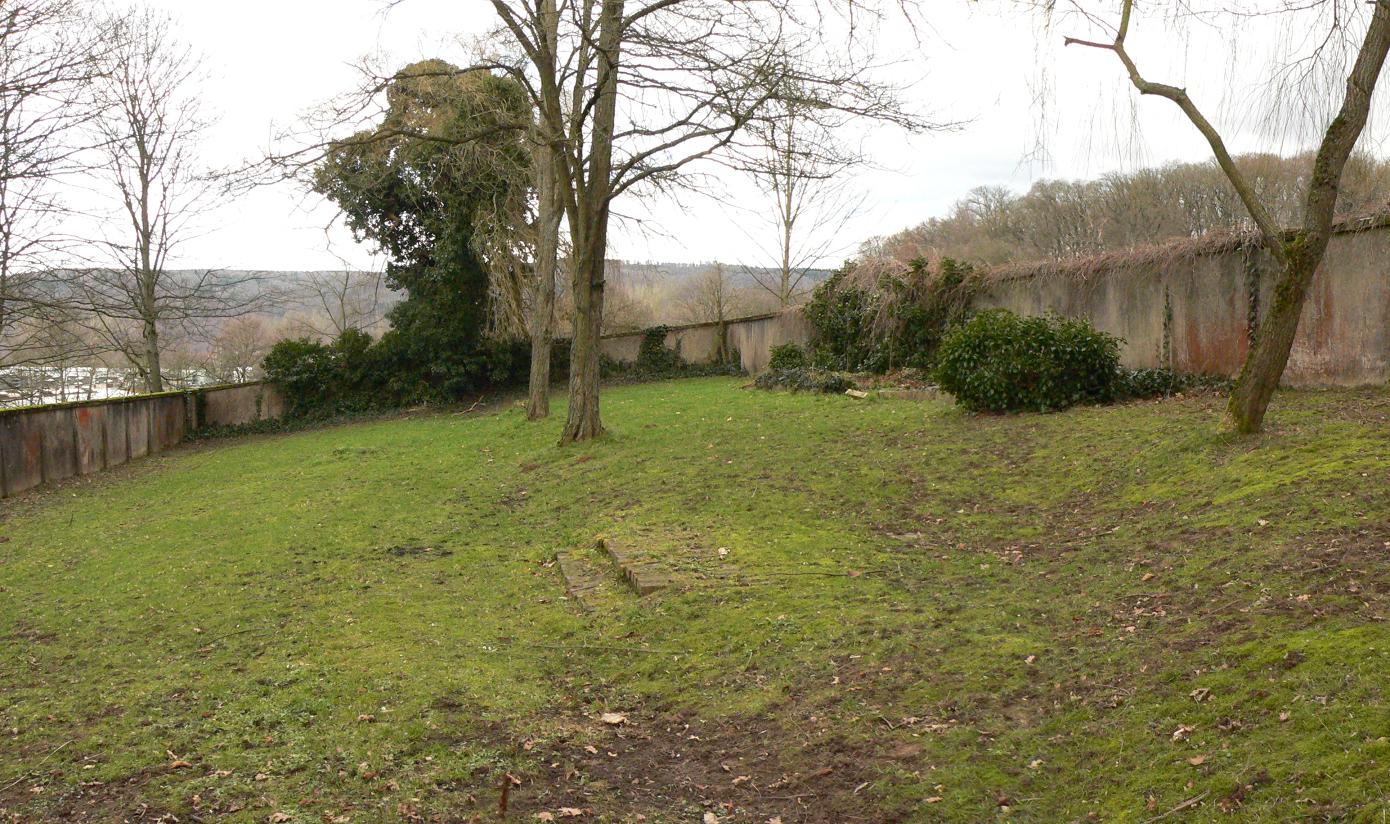
Der weitgehend leere Innenraum des Friedhofs

Der alte jüdische Friedhof in der Stadt war bis zum Ende des 19. Jahrhunderts weitgehend belegt, so dass ein Ersatzgrundstück gefunden werden musste. Erst 1928 konnte die jüdische Gemeinde Münden ein geeignetes Grundstück etwa zwei Kilometer vom Stadtkern entfernt für einen neuen Friedhof erwerben. Er wurde 1932 eingeweiht, und auf ihm wurden bis zur Vernichtung der Gemeinde im Jahr 1942 noch sieben Gräber angelegt.
Zwischen 1979 und den 1980er Jahren wurde der Friedhof wiederholt geschändet. Jugendliche unter Leitung des Stadtjugendrings Münden und mit Unterstützung der Stadt Münden haben ihn wieder hergerichtet. Der neue Friedhof ist, wie auch der alte Friedhof, im Besitz des Landesverbandes der Jüdischen Gemeinden von Niedersachsen.